# 六氟合铁(III)酸铵
六氟合铁(III)酸铵是一种配位化合物，化学式为(NH4)3FeF6，它可由三水合氟化铁和氟化铵在水中反应得到。它和二氟化氙反应，生成NH4FeF4、N2、Xe和HF。它的热分解产物为氟化亚铁和氟化铁。